# Ilaria Ramelli
Pour les articles homonymes, voir Ramelli.
Ilaria Ramelli, née en 1973 à Plaisance, est une historienne italienne et professeur des universités, spécialiste de l’Antiquité impériale et tardive, de la philosophie grecque, et du christianisme ancien. 

## Biographie
Ilaria Ramelli est née en 1973 à Plaisance. À l’âge de 8 ans elle est victime d’un grave accident de circulation ayant occasionné de graves séquelles qui l'obligent à vivre allongée. Dans sa jeunesse elle pratique la peinture et la natation. Un de ses tableaux, apparaît sur la couverture d’un de ses livres. Sa devise, dans ses signatures, est: Ad maiorem Dei gloriam.
Après deux masters à l’université catholique du Sacré-Cœur de Milan, l’un en études classiques, l’autre en philosophie, elle obtient un doctorat d’histoire (études classiques et christianisme ancien) à l’université publique de Milan, sous la direction de Giuseppe Zanetto. Elle effectue ensuite un post-doctorat (Antiquité tardive) à l'université du Sacré-Cœur de Milan sous la direction de Marta Sordi, puis soutient deux habilitations à la direction de recherche (histoire de la philosophie et civilisation grecque). Elle y acquiert le rang de professeur des universités.
Depuis 2003 elle enseigne la philosophie antique à l'université catholique de Milan, et détient la chaire de théologie (« full professorship ») et la « K. Britt endowed Chair » à la Graduate School of Theology du Grand séminaire de Détroit, et de l'Université Angelicum de Rome. Elle a été aussi Senior Research Fellow au CEU Institute for Advanced Study, à l’université de Durham, Classics-Institute  for Advanced Study (pour la deuxième fois) et Fowler Hamilton Research Fellow à l’université d’Oxford, Christ Church. Elle est Forschungspreis Fellow de la Fondation Humboldt à l’Université d’Erfurt, Max Weber Center, et à la Humboldt-Universität zu Berlin, pour le projet de recherche “Philosophy as Religion in a Universal Empire”. Elle est Professeure à l’Université de Durham (hon.), Professeure de recherche en patrologie et histoire ecclésiastique (KUL, hon.), Senior Research Fellow à l’Université de Bonn (élue), et membre (sénior) du Centre pour l’étude du platonisme à l’université de Cambridge. 
Elle a été professeur d'Histoire de l’Orient Romain, et Senior Research Fellow en philosophie antique et patristique à l’université de Durham. Elle a été aussi Senior Visiting Professor de pensée grecque à Harvard, Senior Visiting Professor d’histoire ecclésiastique, Senior Research Fellow en sciences religieuses à l’université d’Erfurt, visiting research fellow en philosophie antique et patristique à l’université d’Oxford, Corpus Christi, et Senior Research Fellow à l'Université de Princeton.
Elle est membre des comités de revues savantes et collections scientifiques et de beaucoup d' associations de recherche scientifique, par exemple SNTS, Studiorum Novi Testamenti Societas, ISNS, International Society for Neoplatonic Studies, et SBL, Society of Biblical Literature. Elle est régulièrement invitée à évaluer ses pairs dans les procédures dans le cadre de publications scientifiques, de financement de projets de recherche universitaires, ainsi que dans la promotion des professeurs à l’ordinariat, et donne régulièrement des cours et séminaires, des conférences et « invited lectures » et « main lectures » dans des nombreuses universités et conférences en Europe, aux États-Unis, au Canada, et en Israël.

## Distinctions scientifiques
- Fellow de la Royal Historical Society de l’University College de Londres
- Membre de l'"Humboldt Network of outstanding researchers"[12],[13]
- Prix Agostino-Gemelli 1996 (récompensant le meilleur master soutenu à l'université du Sacré-Cœur de Milan durant l'année académique)
- Prix Agostino-Gemelli 1997
- Prix international de culture classique Marcello-Gigante 2006, sous le patronage du Président de la République Italienne
- Inclusion dans la liste 2000 Outstanding Intellectuals of the 21st Century, lors de la septième édition (Cambridge, 2011), et de la huitième édition (Cambridge, 2014)
- Onze SBL Mentions for Distinguished Scholarly Service, en 2010, 2011, 2012, 2013, 2014, 2015, 2016, 2017, 2018, 2019, 2020.
- Marie Curie Award Certificates (2015-16; 2019-20)
- Prix Auguste-Pavie 2017 de l’Académie des sciences d’outre-mer pour le livre Les Apôtres en Inde dans la patristique et la littérature sanscrite (Éditions Certamen 2016)
- Prix de recherche de la Fondation Humboldt (Forschungspreis, 2017–).

Ses publications (livres, essais, comptes rendus) portent sur la philosophie antique et patristique, l’antiquité impériale et tardive, le christianisme ancien, le judaïsme hellénistique, l'histoire romaine et ecclésiastique, le Nouveau Testament, et les relations entre le christianisme et la culture classique, et entre la philosophie et la théologie. Elle a en outre traduit et procédé à l’édition critique du théâtre et les œuvres mineures de Sénèque, et d’autres auteurs antiques (Musonius Rufus, Empédocle, Martianus Capella, Hermès Trismégiste, Grégoire de Nysse. Elle pratique et promeut une approche intégrative de l'antiquité classique et de la philosophie et théologie anciennes, et l’étude de la relation entre théologie et philosophie dans la pensée « païenne », judaïque, et chrétienne anciennes.

## Publications
- I romanzi antichi e il Cristianesimo, préface de B.P. Reardon, Signifer, 2001, nouvelle édition Wipf & Stock (2012)
- Marziano Capella: Le nozze di Filologia e Mercurio, Bompiani (2001)
- Musonio Rufo, Bompiani (2001)
- Studi su Fides, Signifer (2002)
- Epicurea, Bompiani (2002)
- Cultura e religione etrusca nel mondo romano. La cultura estrusca dalla fine dell’indipendenza, Edizioni dell’Orso (2003)
- Anneo Cornuto: Compendio di teologia greca, Bompiani (2003)
- Il Chronicon di Arbela, Universidad Complutense (2003)
- Calcidio. Commentario al Timeo di Platone, avec Claudio Moreschini et Laura Nicolini, Bompiani (2003)
- Allegoria, vol. I, L'età classica, Vita e Pensiero (2004)
- Corpus Hermeticum, Bompiani (2005)
- Diogene Laerzio, Vite e dottrine dei più celebri filosofi, avec Giovanni Reale et Giuseppe Girgenti, Bompiani (2005)
- Tutti i commenti a Marziano Capella: Scoto Eriugena, Remigio di Auxerre, Bernardo Silvestre e anonimi, Bompiani – Istituto Italiano per gli Studi Filosofici (2006)
- Il βασιλεύς come νόμος ἔμψυχος tra diritto naturale e diritto divino: spunti platonici del concetto e sviluppi di età imperiale e tardoantica, Bibliopolis (2006)
- Allegoristi dell’età classica, Bompiani (2007)
- Gregorio di Nissa Sull’Anima e la Resurrezione, Bompiani - Université catholique de Milan (2007)
- Terms for Eternity : Aiônios and Aïdios in Classical and Christian Texts, Gorgias Press (2007; nouvelles éditions 2011; 2013), avec David Konstan
- Bardesane di Edessa Contro il Fato, Κατὰ Εἱμαρμένης / Liber legum regionum, ESD (2009)
- Hierocles the Stoic : Elements of Ethics, Fragments and Excerpts, Brill-SBL (2009)
- Possible  Historical Traces in the Doctrina Addai ? , Gorgias Press (2009)
- Eschilo: Tutti i Frammenti con la Prima Traduzione degli Scolii Antichi e Bizantini, Bompiani (2009)
- Bardaisan of Edessa: A Reassessment of the Evidence and a New Interpretation, Gorgias Press (2009)
- Dionigi Areopagita, avec Carlo Maria Mazzucchi and Giovanni Reale, Bompiani (2010)
- I cristiani e l’impero romano, Marietti 1820 (2011)
- The Christian Doctrine of Apokatastasis: A Critical Assessment from the New Testament to Eriugena, Brill (2013), Vigiliae Christianae Supplements[15].
- Tempo ed eternità in età antica e patristica: fra Grecità, Ebraismo e Cristianesimo, Cittadella (2015)
- Early Christian and Jewish Narrative: The Role of Religion in Shaping Narrative Forms, edited volume, Mohr Siebeck (2015)[16]
- Evagrius’ Kephalaia Gnostika, monographic essay, new readings from the ms., translation, and full commentary, Brill-SBL (2015)[17]
- Social Justice and the Legitimacy of Slavery : The Role of Philosophical Asceticism from Ancient Judaism to Late Antiquity, Oxford University Press (2016)[18].
- Gesù a Roma, nouvelle édition augmentée, Rome (2017)
- Evagrius between Origen, the Cappadocians, and Neoplatonism, dirigé, Peeters, Studia Patristica Vol. LXXXIV (2018)[19]
- A Larger Hope? prefaced by Richard Bauckham, Cascade (2019)[20],[21]
- The Wiley-Blackwell Companion to World Literature, vol. 1, co-dirigé (2020)
- Lovers of the Soul, Lovers of the Body, co-dirigé, Harvard University Press (2021)
- Eriugena’s Christian Neoplatonism and its Sources in Patristic Philosophy and Ancient Philosophy, dirigé, Peeters (2021)
- Patterns of Women’s Leadership in Ancient Christianity, co-dirigé, Oxford University Press (2021)

### Publications en français
- "Les vertus de la chasteté et de la piété dans les romans grecs et les vertus des chrétiens: les cas d’Achille Tatius et d’Héliodore", Roman IV: Passions, vertus, et vices dans l’Ancien Roman, éds Bernard Pouderon et Cécile Bost-Pouderon, Maison de l’Orient et de la Méditerranée – Jean Pouilloux, 2009, 149-170.
- "Ancien christianisme et langage symbolique comme signe de dissidence", Allégorie et symbole: voies de dissidence ? De l’Antiquité à la Renaissance, ed. Anne Rolet, Presses Universitaires de Rennes 2012, 167-188.
- "Dieu et la philosophie: le discours de Paul à Athènes dans trois 'actes apocryphes' et dans la philosophie patristique", Gregorianum 93,1 (2012), 75-91.
- L'Apôtre Thomas et le christianisme en Asie: Recherches historiques et actualité, avec la participation d’Ilaria Ramelli, Pierre Perrier, et Jean Charbonnier, AED (2013)
- Les Apôtres en Inde dans la patristique et la littérature sanscrite, Éditions Certamen (2016), avec Cristiano Dognini, traduction et édition augmentée de Gli Apostoli in India nella patristica e nella letteratura sanscrita, Medusa (2003),
- "Hiéroclès: extraits du traité Sur le mariage de Stobée", L’éthique du stoïcien Hiéroclès, dir. Jean-Baptiste Gourinat = Philosophie antique, numéro hors-série, Presses universitaires du Septentrion, 2016, 157-167.